# Das Keyboard

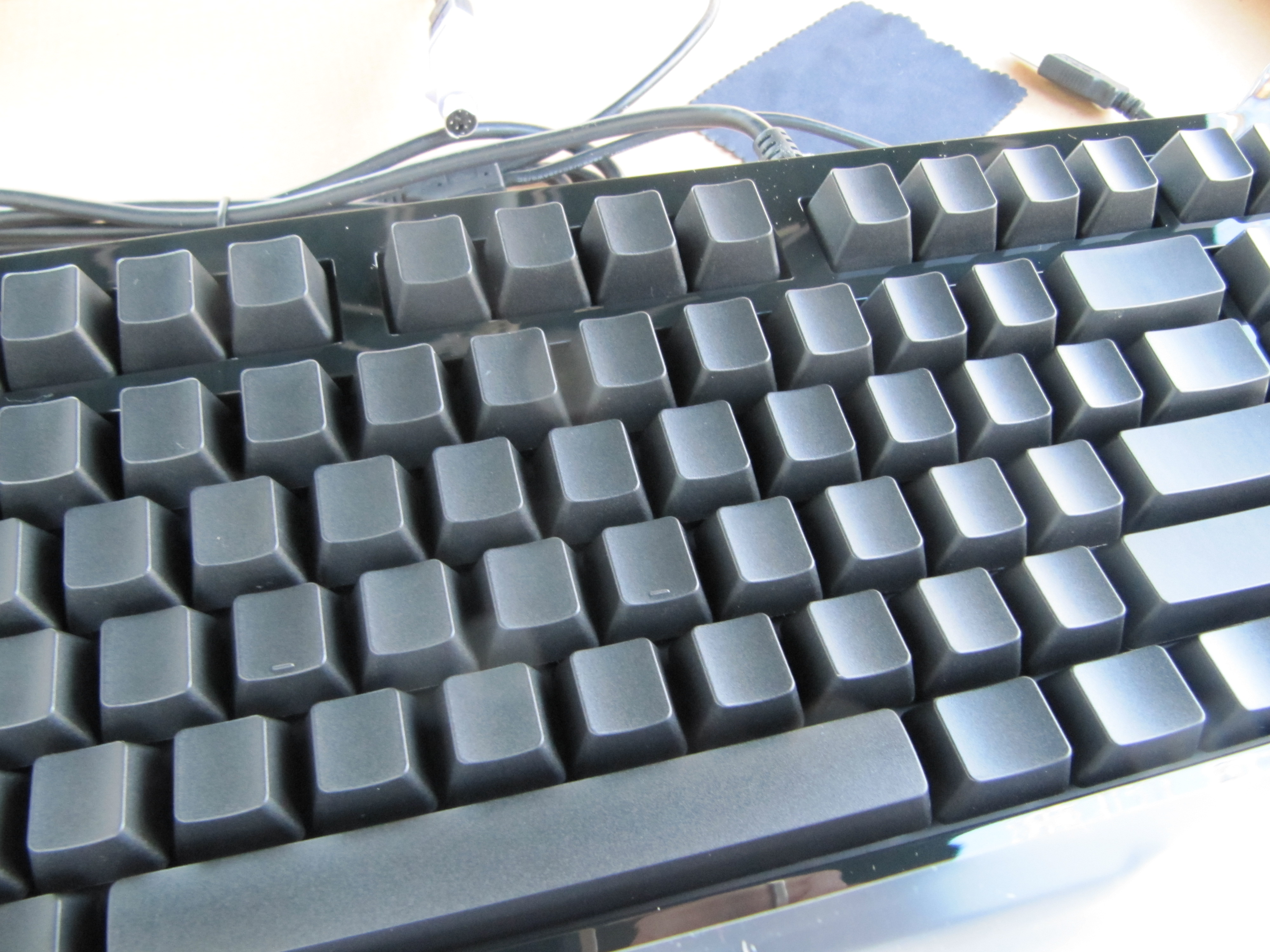
Das Keyboard, модель S Ultimate

Das Keyboard (макаронизм из нем. Das, определённого артикля, и англ. Keyboard) — механическая клавиатура, выпускаемая компанией Metadot Corporation. Известна за счёт наличия в модельном ряде серии клавиатур ultimate, не имеющих обозначений клавиш.
Используется для набора текста вслепую. Может использоваться с любой раскладкой клавиатуры. Этот вид клавиатуры создан для тех, кому приходится работать с текстами на нескольких языках, когда нанесение на одну клавишу нескольких символов может затруднять использование клавиатуры.
«Das Keyboard» использует механические кнопки компании «Cherry». Эта заявлено производителем как преимущество. Производитель считает, что «клавиатура обеспечивает мягкое нажатие с характерными тактильным ощущением, уменьшенное время реакции и повышенную надёжность срабатываний».
Производителем гарантируется не менее миллиона срабатываний каждого механизма. Согласно заявлениям, такая надёжность достигается использованием в механизмах позолоченных контактов.
С правого торца клавиатуры имеется два порта USB 2.0[проверить факт], работу которых обеспечивает сдвоенный разъем для подключения клавиатуры к компьютеру. В комплект поставки входит переходник USB->PS/2.
При работе через PS/2 обеспечивается неограниченное количество одновременных нажатий, при подключении через USB число одновременно регистрируемых клавиш равно шести.
Версия Professional имеет дополнительную клавишу Fn, обеспечивающую доступ к мультимедийным возможностям.
Изначально выпускалась только Ultimate (DASK3ULTMS1) клавиатура.

## Варианты клавиатуры
- S Professional (DASK3PROMS1) — с английским надписями на клавишах. Кнопки Cherry MX Blue — с тактильными ощущениями, с кликом.
- S Professional for Mac (DASK3PROMS1MACCLI) — с английским надписями на клавишах, Mac раскладка. Кнопки Cherry MX Blue — с тактильными ощущениями, с кликом.
- S Ultimate (DASK3ULTMS1) — без надписей на клавишах. Кнопки Cherry MX Blue — с тактильными ощущениями, с кликом.
- S Professional Silent (DASK3PROMS1SI) — c английскими надписями на клавишах. Кнопки Cherry MX Brown — с тактильными ощущениями, без клика.
- S Ultimate Silent (DASK3ULTMS1SI) — без надписей на клавишах. Кнопки Cherry MX Brown — с тактильными ощущениями, без клика.
- S Professional (DASK3MKPRORED) — с английским надписями на клавишах. Кнопки Cherry MX Red — без тактильных ощущений, без клика.